# Dura amianta
Dura amianta är en fjärilsart som beskrevs av Collenette 1932. Dura amianta ingår i släktet Dura och familjen tofsspinnare. Inga underarter finns listade i Catalogue of Life.